# Lívsins vatn
Lívsins vatn er en færøsk snaps, med en alkoholstyrke på 38 procent. Den bliver produceret af Dism. Dism blev grundlagt den 20. november 2008 af to færinger: Mortan Mols Mortensen og Erling Eidesgaard, som er søn af forhenværende lagmand, Jóannes Eidesgaard. De startede deres produktion på Bornholm og senere i Island, fordi den færøske alkohol lovgivning ikke tillod destillering af stærk alkohol på Færøerne. Lívsins Vatn var Dism's første produktion. Senere har de fremstillet andre slags alhololiske drikke, f.eks. Vodka, som kaldes Eldvatn. To og et halvt år efter at Dism startede deres produktion af færøsk brændevin, fremstillet i andre lande, vedtog det færøske Lagting en ny lov, som tillod destillation af brændevin, stærkt øl og andre stærke alholiske drikke på Færøerne. Loven blev vedtaget i maj 2011.